# Aberystwyth Castle
Aberystwyth Castle (walisisch Castell Llanbadarn) ist eine Burgruine in Ceredigion in Wales. Die als Kulturdenkmal der Kategorie Grade I klassifizierte und als Scheduled Monument geschützte Ruine gehört zu den Burgen, die der englische König Eduard I. zur Sicherung der Eroberung von Wales ab 1277 errichten ließ.

## Lage
Die Ruine liegt auf einer Landspitze südwestlich des Stadtzentrums von Aberystwyth unmittelbar an der Cardigan Bay. Die Ruine liegt auf einer schmalen, bis zu 20 m über dem Meer gelegenen Landzunge nördlich der Mündung des Afon Rheidol.

## Geschichte

### Umkämpfte Grenzburg im 12. und 13. Jahrhundert
Eine erste Burg bei Aberystwyth errichtete der normannische Lord Gilbert de Clare während der normannischen Eroberung von Wales zu Beginn des 12. Jahrhunderts. Die als Ringwall errichtete, auch Tan-y-Castell genannte Befestigung war in den nächsten Jahren häufig zwischen Normannen und Walisern umkämpft. Bereits 1116 griff sie der rebellierende walisische Fürst Gruffydd ap Rhys erfolglos an. 1136 konnte Gruffydd ap Rhys die Burg jedoch zusammen mit seinem Verbündeten Owain Gwynedd während des walisischen Aufstands nach dem Tod von König Heinrich I. erobern. Owain Gwynedd übergab die Burg an seinen jüngeren Bruder Cadwaladr, der sie als Wohnsitz während seiner Herrschaft über Ceredigion nutzte. Nachdem Cadwaladr jedoch 1143 den Sohn von Gruffydd ap Rhys, Fürst Anarawd von Deheubarth ermorden ließ, ließ Owain Gwynedd seinen Bruder von seinem Sohn Hywel ab Owain aus Ceredigion vertreiben und die Burg zerstören.
Nach dem ersten Feldzug von König Heinrich I. gegen Wales errichtete Roger de Clare, 2. Earl of Hertford 1158 eine neue Burg bei Aberystwyth. Bereits 1164 wurde diese Burg bei einem erneuten walisischen Aufstand von Rhys ap Gruffydd von Deheubarth erobert. Nach dem Tod von Rhys ap Gruffydd 1197 diente die Burg seinem Sohn Gruffydd ap Rhys als Wohnsitz, doch bereits 1197 eroberte dessen Bruder Maelgwn mit Hilfe von Gwenwynwyn von Powys Wenwynwyn Aberystwyth und nahm seinen Bruder gefangen. Die von Maelgwn später selbst zerstörte Burg wurde 1206 von Llywelyn ab Iorwerth von Gwynedd wieder errichtet. Dieser übergab die Burg an die mit ihm verbündeten Rhys Ieuanc und Owain ap Gruffydd, die Söhne des 1201 verstorbenen Gruffydd ap Rhys. Die beiden Brüder mussten die Burg jedoch 1211 während des Feldzugs von König Johann Ohneland gegen Llywelyn ab Iortwerth an den Söldnerführer Falkes de Bréauté übergeben, der die Burg ausbauen ließ. Dennoch wurde sie bereits im folgenden Jahr von Maelgwn ap Rhys und Rhys Gryg erobert und zerstört. Die von Maelgwn wieder errichtete Burg fiel aufgrund des Abkommens von Aberdyfi 1216 an Rhys Ieuanc, nach dessen Tod 1222 jedoch wieder an Maelgwn. Llywelyn ab Iorwerth ließ die Burg schließlich um 1221 völlig zerstören. Maelgwn Fychan errichtete für sich und seine Nachfolger zu Beginn der 1230er Jahre Trefilan Castle.

### Trutzburg von Eduard I.
Während des ersten Feldzugs von König Eduard I. gegen Wales erreichte dessen Bruder Edmund, seit 1265 Lord von Cardigan, am 25. Juli 1277 Aberystwyth. Er begann im August mit dem Bau einer neuen steinernen Burg auf der Landzunge über dem Meer. Im Dezember waren über 1300, teilweise aus Südwestengland herangezogene Arbeiter mit dem Bau der Burg beschäftigt. Die unmittelbare Lage an der stürmischen Westküste von Wales erschwerte die Bauarbeiten, so dass sich die Errichtung der Burg als äußerst aufwändig und kostspielig erwies. Erster Constable der Burg wird 1278 Roger de Moels, ein Sohn von Nicholas de Moels. Um die Burg entstand eine Bastide, eine mit einer steinernen Stadtmauer befestigte und von englischen Siedlern bewohnte Festungsstadt. Während des walisischen Aufstands 1282 eroberte Gruffydd ap Maredudd, ein Lord von Ceredigion, mit Hilfe von Rhys Fychan am 24. März die Burg durch eine List. Gruffydd hatte den Constable Bogo de Knovill zum Essen eingeladen, nahm ihn jedoch gefangen und konnte so die Besatzung der Burg überraschen und die Burg erobern. Die Waliser schonten das Leben der Besatzung, zerstörten aber die Burg und die Stadtmauern. Nach der Rückeroberung durch die Engländer wurde im Mai dem führende Baumeister des Königs, James of St. George, die Oberaufsicht über die Reparaturarbeiten übertragen. James of St. George änderte dabei vermutlich auch die Planungen, vor allem für den inneren Burghof. Sein Mitarbeiter Giles of St. George übernahm die Bauleitung vor Ort, während James im Spätsommer nach Nordwales zurückkehrte. Zwischen dem 10. und dem 16. November 1284 konnte Eduard I. während seiner Rundreise nach der Eroberung von Wales bereits in der Burg übernachten. 1287 war der Bau der Burg schon so weit vorangeschritten, dass ein walisischer Angriff während der Rebellion von Rhys ap Maredudd scheiterte, und 1289 war die Burg nach zwölf Jahren Bauzeit vollendet. Die Baukosten betrugen etwa 4300 Pfund.
Während des walisischen Aufstands von 1294 griffen die Waliser erneut die Burg an, doch die mächtigen Ringmauern widerstanden diesen Angriffen, und nachdem die belagerte Burg über die See mit Nachschub versorgt wurde, scheiterte die Belagerung. Bereits wenige Jahre später, zu Beginn des 14. Jahrhunderts, begann der Verfall der Burg. Als der Schwarze Prinz 1343 die Burg inspizierte, waren die Long Chamber, die Wohnhalle, der Küchenflügel, das Haupttor und die Zugbrücken sowie der äußere Burghof bereits verfallen. Die unmittelbare Lage an der Westküste von Wales machte die Burg unbewohnbar und führte mit zum Verfall. Dennoch widerstand die Burg 1401 einem ersten Angriff während der Rebellion von Owain Glyndŵr. 1403 begann Owain Glyndŵr mit der Belagerung der Burg. Nachdem eine französische Flotte die Burg auch von See her blockierte, konnte sie schließlich 1404 von den Walisern erobert werden. Zusammen mit Harlech Castle diente sie Owain Glyndŵr als einer seiner wichtigsten Stützpunkte. 1407 versuchte der englische Thronfolger Harry of Montmouth die Rückeroberung der Burg. Er verwendete erstmals in Wales eine Feuerwaffe, eine Messagere genannte, über 2 t schwere Bronzekanone, die 13,5 kg schwere Geschosse verfeuern konnte. Die Kanone zerbarst jedoch, weshalb die Belagerung vorerst scheiterte. Erst durch eine zweite Belagerung im Winter 1408 konnten die Engländer die Burg zurückerobern.

### Die Burg seit dem 15. Jahrhundert
Nach der Niederschlagung der Rebellion von Owain Glyndŵr verlor die Burg endgültig ihre strategische Bedeutung. 1415 diente sie noch als Gefängnis für in der Schlacht von Agincourt gefangene Franzosen. Die Burg wurde nur noch durch kleinere Reparaturen instand gehalten. Während des englischen Bürgerkriegs besetzte 1642 eine königliche Besatzung die Burg. Im April 1646 wurde die Burg von den Parlamentstruppen erobert, und nach Ende des Bürgerkriegs wurde die Burg auf Befehl Cromwells geschleift. Vor allem im 18. Jahrhundert diente die Ruine dann als Steinbruch. Um 1790 wurden Teile der äußeren Burganlage durch die Anlage einer Gartenanlage zerstört, weitere Teile der westlichen Ruine durch die zu Beginn des 20. Jahrhunderts errichtete Uferpromenade. Um 1903 und ab 1975 fanden Restaurierungs- und Sicherungsarbeiten an der Ruine statt. Die Ruine wird heute vom Aberystwyth's City Council verwaltet und ist frei zugänglich.

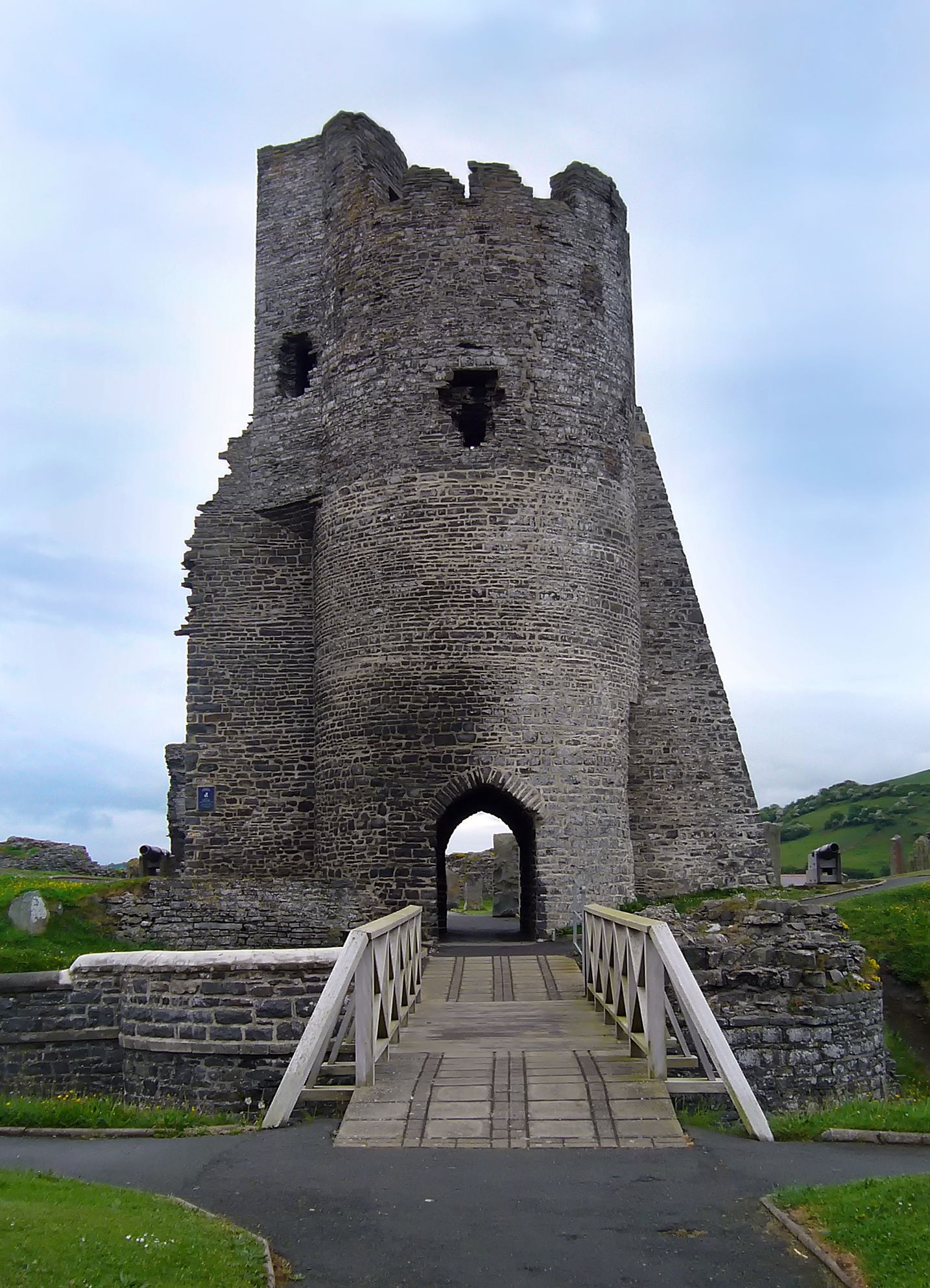
Der nordwestliche Torturm von Aberystwyth Castle

## Anlage
Von den Burgen des 12. Jahrhunderts sind noch Reste der Wälle und Graben erhalten. Die Burgstelle liegt südlich der Tan-y-bwlch Beach nahe der Mündung des Ystwyth auf einer Tan-y-Castell genannten Anhöhe.
Die ab 1277 neu errichtete Burg von Eduard I. wurde nicht an der Stelle der alten Burg errichtet, sondern über 1,5 km entfernt auf einer nördlich der Mündung des Afon Rheidon gelegenen Klippe über der Cardigan Bay. Der Zugang zur Klippe erfolgt von Osten, während sie an den anderen drei Seiten steil abfällt. Im Westen wird die Klippe vom Meer begrenzt, im Norden erstreckte sich früher feuchtes Marschland, während die südlich gelegene Flussmündung natürlichen Schutz bot.
Die neue Burg war eine der vier Burgen, deren Bau Eduard I. während seines ersten Feldzugs gegen Wales 1277 anordnete. Sie war einst eine der größten Burgen in Wales und wurde in drei Bauphasen auf dem Grundriss einer ungleichmäßigen Raute errichtet. Aufgrund der Lage auf einer felsigen Klippe konnten die Baumeister jedoch keinen völlig symmetrischen Grundriss wählen. Im Süden, Osten und Norden war die Burg von einem trockenen Graben umgeben. Die Burg besaß eine doppelte Ringmauer, so dass sie wie das zeitgleich errichtete Rhuddlan Castle zu den ersten konzentrisch angelegten Burgen in Nordwales gehört und damit eine der modernsten Burgen ihrer Zeit war. An den Ecken der äußeren und der inneren Ringmauer befanden sich runde oder halbrunde Flankierungstürme oder Tore. Im Nordwesten, zum Ende der Landzunge hin, befand sich ein weiterer, äußerer Zwinger. Der Zugang von Osten erfolgte durch einen vorgelagerten Turm, ein durch Doppeltürme gesichertes äußeres Torhaus und durch ein durch zwei weitere, D-förmige Türme gesichertes inneres Torhaus. Ein weiterer Torturm führte im Nordwesten der Anlage durch ein durch mit Doppeltürmen gesichertes Tor in der äußeren Mauer zu einem Schiffsanlegeplatz, so dass die Burg im Belagerungsfall über die See versorgt werden konnte. Die Hauptgebäude der Burg befanden sich im inneren Burghof, der Palas, der vermutlich auch die königlichen Gemächer enthielt, befand sich entlang der südöstlichen Ringmauer südlich des Haupttors.
Im Gegensatz zu den vier nach 1282 errichteten, heute zum Weltkulturerbe gehörenden Burgen in Nordwales ist diese südlichste der Burgen Eduards I. stark zerstört. Der erste Eindruck ist ein Durcheinander von Turmruinen und Fundamentresten. Große Teile der Mauern wurden durch Steinraub im 18. Jahrhundert abgetragen oder wurden durch Küstenerosion oder die Anlage der Promenade im 19. und 20. Jahrhundert zerstört. Erhalten sind Teile der äußeren Ringmauer mit den Ruinen des nördlichen und südlichen Flankierungsturms. Von der inneren Burgmauer sind nur noch geringe Mauerreste erhalten, von dem mächtigen Haupttor sind nur noch Mauern in Erdgeschosshöhe sichtbar. Am besten erhalten ist der hohe innere Torturm des nordwestlichen Tors, der erhalten blieb, da er als Landmarke für den Hafen von Aberystwyth diente.
Von den Gebäuden innerhalb der Burg sind nur die Fundamente des Palas im Südosten sowie ein rechteckiges Gebäude an der südwestlichen Innenmauer erhalten. Weite Teile des Burggeländes sind mit scheinbar wahllos verstreuten Mauerresten versehen. Eine jüngere Ergänzung auf dem Burggelände ist ein 1916 errichteter Steinkreis. Der Steinkreis wurde für das in Aberystwyth abgehaltene Eisteddfod errichtet, die dreizehn Steine symbolisieren die damaligen dreizehn Counties von Wales. Im Nordwesten der Ruine befindet sich am Ende der Landspitze ein von dem italienischen Bildhauer Mario Rutelli geschaffenes, 1923 eingeweihtes Kriegerdenkmal für die Gefallenen des Ersten Weltkriegs. In den vergangenen Jahren wurde die Ruine in einen Park mit Kinderspielplatz und Minigolfplatz eingebunden.

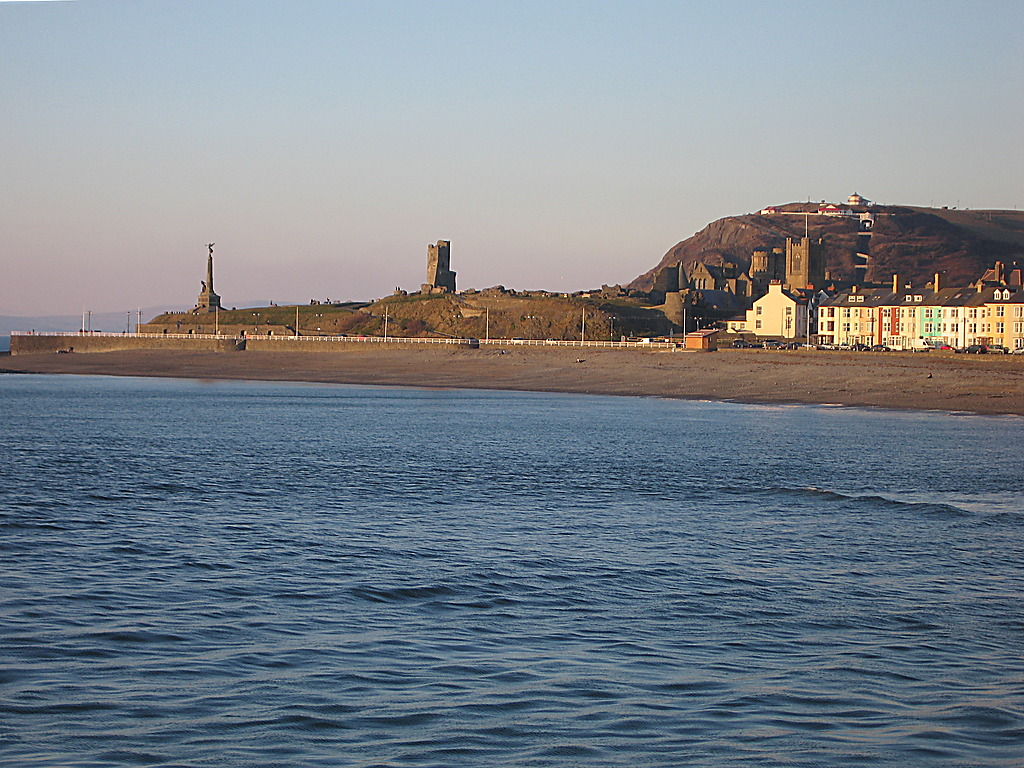
Die Ruine vom Meer aus gesehen, links das Kriegerdenkmal